# Radiogrammitis kanikehensis
Radiogrammitis kanikehensis är en stensöteväxtart som beskrevs av Barbara S. Parris. Radiogrammitis kanikehensis ingår i släktet Radiogrammitis och familjen Polypodiaceae. Inga underarter finns listade.